# Breuilaufa

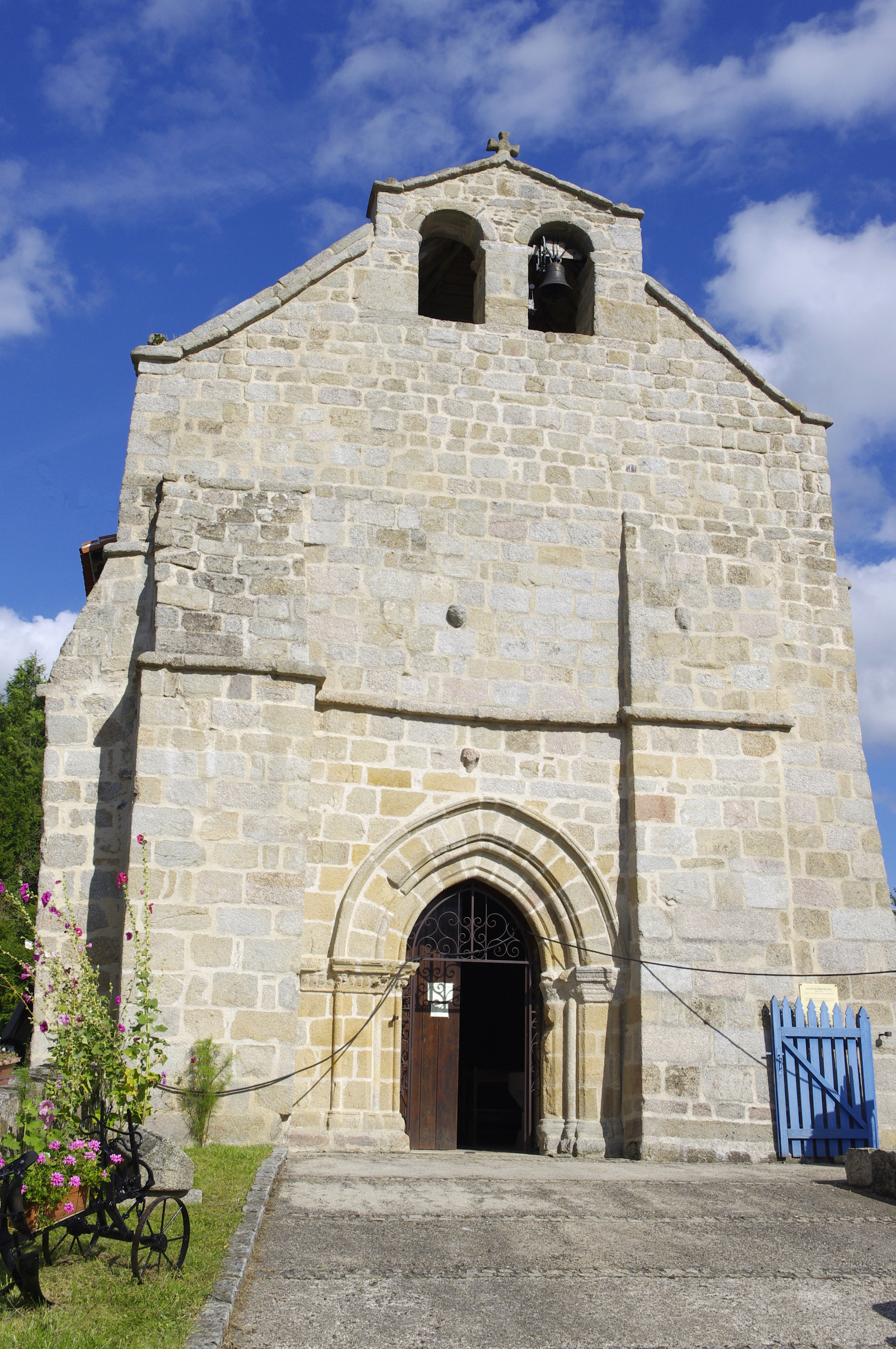
Kościół św. Jana Chrzciciela (2014)

Breuilaufa – miejscowość i gmina we Francji, w regionie Nowa Akwitania, w departamencie Haute-Vienne.
Według danych na rok 1990 gminę zamieszkiwało 88 osób, a gęstość zaludnienia wynosiła 19 osób/km² (wśród 747 gmin Limousin Breuilaufa plasuje się na 516. miejscu pod względem liczby ludności, natomiast pod względem powierzchni na miejscu 650.).

## Populacja

Populacja Breuilaufa w latach 1962–2008